# 克马达
克马达，是西班牙卡斯蒂利亚-莱昂布尔戈斯省的一个市镇。总面积21平方公里，总人口248人（2001年），人口密度12人/平方公里。